# Siebold Ulfers
Siebold Ulfers (Koemelemboeai (Celebes), 25 juli 1852 - Zeist, 10 mei 1930) was een Nederlands schrijver en een Nederlands-hervormde predikant. Hij dankt zijn bekendheid vooral aan de bundel novellen Oostloorn die ten minste 25 edities kende en in Zuid-Afrika lang na de dood van de schrijver op de lijst van "voorgeskrewe werke" voor het eindexamen verscheen.

## Levensloop
Ulfers werd geboren op het toenmalige Celebes (tegenwoordig Sulawesi genoemd), waar zijn vader, die eveneens Siebold Ulfers heette, zendeling was in dienst van het Nederlandsch Zendeling Genootschap. Zijn moeder heette Henriette Kis(t)ner en zij kwam evenals haar man uit Jever bij Oldenburg. Ulfers studeerde theologie in Utrecht en werd predikant van achtereenvolgens Domburg, Tienhoven, Oldemarkt en Rotterdam, waar hij 31 jaar werkte. Na zijn emeritaat in 1919 ging hij in Breukelen wonen.

## Geschriften
Ulfers is met name bekend geworden door zijn verzameling schetsen van het leven in 'Oostloorn', een dorp dat vaak geïdentificeerd wordt met Hardenberg. De schetsen hebben verschillende hoofdpersonen en geven een geïdealiseerd beeld van het leven van een kleine plattelandsgemeenschap ten tijde van de doleantie. De gevolgen van deze kerkscheuring en de daarmee samenhangende vraag wie er nu bij het Koninkrijk van God hoort vormen de leidraad van het boek. Naast dit boek heeft Ulfers ook een kinderbijbel geschreven, alsmede een aantal andere geschriften zoals Voor God, vaderland en Oranje en Van eeuwige dingen en Het Socialisme. Ook heeft hij nog een boek geschreven over Harro Walter, een van de predikanten in het boek Oostloorn.
Uit zijn boek Het Socialisme blijkt dat Ulfers' maatschappelijke opvattingen beïnvloed zijn door de Engelse christelijk-sociale denker en schrijver Charles Kingsley.
In Hardenberg en Tienhoven zijn straten naar hem vernoemd.
- Biografisch Portaal: 73119191
- Digitale Bibliotheek voor de Nederlandse Letteren: ulfe001
- International Standard Name Identifier: 0000 0000 8213 6980
- Library of Congress Control Number: no2005109858
- Nederlandse Thesaurus van Auteursnamen: 069953384
- Système universitaire de documentation: 161612156
- Virtual International Authority File: 3494323